# Julie Umerle
Julie Umerle es una artista estadounidense, nacida en Connecticut y actualmente vive en Londres. 
Umerle se graduó con un BA de Falmouth University
y recibió su Máster en Bellas Artes (MFA) especializándose en pintura, en Parsons The New School for Design, Nueva York en 1998.
Sus pinturas ”existen en el punto de encuentro entre la decisión y el accidente” donde su trabajo crea la oportunidad para la casualidad, “respondiendo al carácter físico de la pintura en sí.”
"Muchas de sus pinturas evocan un sentimiento de suspensión, como si lo que uno ve es un instante congelado o en suspensión. Este sentimiento de simplicidad se logra a través de un enorme proceso de condensación, resultando en un nivel de claridad y unidad que infiltra su obra." Simon Morley.
Umerle ha sido premiada por el Adolph and Esther Gottlieb Foundation (2001) y cuatro veces por el Arts Council England (2005, 2007, 2008, 2015). Umerle exhibe a nivel nacional e internacional, incluyendo obras seleccionadas por el Royal Academy of Arts, el Barbican Centre y 'Rewind' a Art Bermondsey Project Space en Londres.

## Publicaciones
- Art, Life and Everything: A memoir, 2019, ISBN 978-1-5272-4216-6